# Asociación de Intelectuales Antifascistas para la Defensa de la Cultura
L'Alianza de Intelectuales Antifascistas para la Defensa de la Cultura va ser una organització civil situada en Madrid primer i València després, creada el 30 de juliol de 1936, res més iniciar-se la Guerra Civil Espanyola.
Els seus antecedents es troben en 1935, quan s'havia celebrat en París el I Congrés d'Escriptors i es va constituir l'Associació Internacional d'Escriptors en Defensa de la Cultura, on hi havien assistit diversos espanyols. L'Aliança d'Intel·lectuals Antifeixistes per a la Defensa de la Cultura es va crear com a secció espanyola de l'Associació Internacional.
S'organitzava conforme a un ateneu, mantenint una divisió en àrees temàtiques de la mateixa forma. En la seva activitat, a més de la pròpiament cultural, es van fer manifestos, xerrades i crides contra l'ascens del feixisme que representava l'Exèrcit revoltat de Franco. Entre els seus membres es trobaven María Zambrano, Ramón Gómez de la Serna, Rafael Alberti, Miguel Hernández, José Bergamín, Rosa Chacel, Luis Buñuel, Luis Cernuda, Pedro Garfias, Juan Chabás, Rodolfo Halffter, Antonio Rodríguez Moñino, Ramón J. Sender, Emilio Prados, Manuel Altolaguirre, Max Aub, José Peris Aragó, Eduardo Ugarte, Salvador Arias i Arturo Serrano, entre d'altres.
El seu manifest de constitució declarava:
| « | S'ha produït en tot Espanya una explosió de barbàrie... Aquest aixecament criminal de militarisme, clericalisme i *aristocratismo de casta contra la República democràtica, contra el poble, representat pel seu Govern del Front Popular, ha trobat en els procediments feixistes la novetat d'enfortir tots aquells elements mortals de la nostra història... Contra aquest monstruós esclat del feixisme... nosaltres, escriptors, artistes, investigadors científics, homes d'activitat intel·lectual... declarem la nostra identificació plena i activa amb el poble, que ara lluita gloriosament al costat del Govern del Front Popular... | » |

A ella es va unir l'Aliança d'Intel·lectuals per a la Defensa de la Cultura, organització creada mitjançant la fusió de la Unió d'Escriptors i Artistes Proletaris (grup d'activistes d'esquerra política valencians) i Accio d'Art (grup regionalista valencià dissident del Cercle de Belles Arts de València). Membres seus eren Josep Renau, María Teresa León, Juan Gil-Albert, Max Aub o Ramón Gaya.
L'Aliança va realitzar butlletins i publicacions. La primera, Milicia Popular, va sortir a la llum el 30 de setembre de 1936. No obstant això la més important va ser El Mono Azul. Les activitats van ser diverses i, a nivell internacional, la que major impacte va causar va ser el II Congrés Internacional d'Escriptors per a la Defensa de la Cultura que va tenir la seva seu central a València, i va celebrar reunions també a Madrid (en una ciutat gairebé assetjada) i Barcelona, entre el 4 i l'11 de juliol de 1937. Hi van participar escriptors com Pablo Neruda, Nicolás Guillén, Ernest Hemingway, César Vallejo, Raúl González Tuñón, Octavio Paz, André Malraux o Louis Aragon.